# کلیسای کیدکشا
کلیسای کیدکشا (انگلیسی: Kideksha Church) یا کلیسای بوریس و گلب در سال ۱۱۵۲ به دستور شاهزاده یوری دولگوروکی در کیدکشا، واقع در کنار رود نرل ساخته شد، در محلی که به گفته منابع «اردوگاه قدیس بوریس قرار داشت». احتمالاً این کلیسا بخشی از مجموعه کاخ چوبی شاهزاده بود، اما تنها چند سال توسط دولگوروکی پیش از عزیمت او به کی‌یف در ۱۱۵۵ به عنوان شاهزاده بزرگ کی‌یف مورد استفاده قرار گرفت. روستای کیدکشا که چهار کیلومتر شرق سوزدال واقع شده، پیش از نابودی توسط اردوی زرین و کاهش اهمیتش، یک شهر مهم به‌شمار می‌رفت.
این کلیسا، ساخته شده از سنگ آهک، احتمالاً توسط معمارانی از گالیسیا طراحی شده است. کلیسا دارای چهار ستون و سه شبستان است و یکی از قدیمی‌ترین کلیساهای منطقه و معدود کلیساهایی است که به دستور دولگوروکی ساخته شده و هنوز پابرجا است. بقایای فِرِسکوهای قرن دوازدهمی در آن باقی مانده است. در دوره قرون وسطی، این مکان محل یک صومعه بود و سپس به عنوان کلیسای محلی استفاده می‌شد.
ساختمان کلیسا در طول قرن‌ها تغییرات بسیاری داشته است. گنبد و طاق‌های اصلی خود را از دست داده (گنبد کوچک و سقف کنونی مربوط به قرن هفدهم است) و احتمالاً ارتفاع شبستان‌ها نیز به نصف کاهش یافته است. همچنین ایوانی در قرن نوزدهم به ساختمان اضافه شد.

## میراث جهانی
کلیسای بوریس و گلب بخشی از میراث جهانی «بناهای سفید ولادیمیر و سوزدال» است. این مجموعه شامل هفت بنای قرون وسطایی دیگر در ولادیمیر و مناطق اطراف آن است (موزه-ذخیره‌گاه ولادیمیر-سوزدال) و به عنوان یکی از آثار حلقه طلایی روسیه شناخته می‌شود.

## یادبود سکه‌ای
کلیسا، به همراه سایر سازه‌هایی که در قرون بعدی پیرامون آن ساخته شده‌اند (مانند کلیسای سنت استفان و برج ناقوس)، بر روی یک سکه یادبود نقره سه روبلی که در سال ۲۰۰۲ توسط ضرابخانه سن‌پترزبورگ ضرب شده، نقش بسته است.